# جيمس غويدري
جيمس غويدري (بالإنجليزية: James Guidry)‏ هو لاعب كرة قدم أمريكية أمريكي، ولد في 12 مارس 1967.

## وصلات خارجية
- جيمس غويدري على موقع JustSportsStats.com (الإنجليزية)